# Mazda MPV
O MPV é um monovolume de porte médio-grande da Mazda.